# Antalyaspor 2019
Questa voce raccoglie le informazioni riguardanti l'Antalyaspor nelle competizioni ufficiali della stagione 2019.

## 2. Lig 2019

### Stagione regolare
| 20 aprile 2019 | Isparta Spartans | 7 – 2 | Antalyaspor |  |

| 25-26 maggio 2019 | Antalyaspor | 29 – 14 | Selçuk Kartallar |  |

| 8-9 giugno 2019 | Antalyaspor | 14 – 27 | Hacettepe Red Deers |  |

| 23 giugno 2019 | Antalyaspor | 20 – 33 | Kocatepe Victory Walkers |  |

## Statistiche di squadra
| Competizione      | %Vittorie | In casa | In casa | In casa | In casa | In casa | In casa | In trasferta | In trasferta | In trasferta | In trasferta | In trasferta | In trasferta | Totale | Totale | Totale | Totale | Totale | Totale |
| Competizione      | %Vittorie | G       | V       | N       | P       | Pf      | Ps      | G            | V            | N            | P            | Pf           | Ps           | G      | V      | N      | P      | Pf     | Ps     |
| ----------------- | --------- | ------- | ------- | ------- | ------- | ------- | ------- | ------------ | ------------ | ------------ | ------------ | ------------ | ------------ | ------ | ------ | ------ | ------ | ------ | ------ |
| Stagione regolare | .250      | 3       | 1       | 0       | 2       | 63      | 74      | 1            | 0            | 0            | 1            | 2            | 7            | 4      | 1      | 0      | 3      | 65     | 81     |
| Totale            | .250      | 3       | 1       | 0       | 2       | 63      | 74      | 1            | 0            | 0            | 1            | 2            | 7            | 4      | 1      | 0      | 3      | 65     | 81     |